# Saski Baskonia 2024-2025
Questa voce raccoglie le informazioni riguardanti il Saski Baskonia nelle competizioni ufficiali della stagione 2024-2025.

## Stagione
La stagione 2024-2025 del Saski Baskonia è la 52ª nel massimo campionato spagnolo di pallacanestro, la Liga ACB.
Il 22 novembre Kamar Baldwin prende il passaporto georgiano, diventando così comunitario per la Liga ACB.

## Roster
Aggiornato al 16 agosto 2024.
| Baskonia Vitoria-Gasteiz 2024-25 | Baskonia Vitoria-Gasteiz 2024-25 |
| Giocatori                        | Staff tecnico                    |
| -------------------------------- | -------------------------------- |

| N. | Naz.                                            | Ruolo | Nome                    | Anno | Alt.   | Peso   |  |
| -- | ----------------------------------------------- | ----- | ----------------------- | ---- | ------ | ------ |  |
| 0  | Stati Uniti (bandiera) · Porto Rico (bandiera)  | PG    | Markus Howard           | 1999 | 179 cm | 79 kg  |  |
| 2  | Estonia (bandiera) · Spagna (bandiera)          | AP    | Sander Raieste          | 1999 | 204 cm | 95 kg  |  |
| 4  | Spagna (bandiera)                               | P     | Joseba Querejeta        | 2003 | 186 cm |        |  |
| 6  | Russia (bandiera) · Spagna (bandiera)           | G     | Pavel Savkov            | 2002 | 201 cm |        |  |
| 8  | Lituania (bandiera) · Spagna (bandiera)         | A     | Tadas Sedekerskis (C)   | 1998 | 204 cm | 101 kg |  |
| 9  | Francia (bandiera)                              | AP    | Timothé Luwawu-Cabarrot | 1995 | 201 cm | 98 kg  |  |
| 10 | Serbia (bandiera)                               | PG    | Ognjen Jaramaz          | 1995 | 193 cm | 88 kg  |  |
| 11 | Stati Uniti (bandiera)                          | P     | Trent Forrest           | 1998 | 194 cm | 95 kg  |  |
| 17 | Grecia (bandiera)                               | GA    | Nikos Rogkavopoulos     | 2001 | 203 cm | 91 kg  |  |
| 18 | Senegal (bandiera) · Spagna (bandiera)          | C     | Khalifa Diop            | 2002 | 211 cm | 105 kg |  |
| 44 | Stati Uniti (bandiera) · Georgia (bandiera)     | P     | Kamar Baldwin           | 1997 | 185 cm | 86 kg  |  |
| 45 | Stati Uniti (bandiera) · Azerbaigian (bandiera) | C     | Donta Hall              | 1997 | 208 cm | 104 kg |  |
| 46 | Senegal (bandiera)                              | C     | Ousmane N'Diaye         | 2004 | 210 cm | 95 kg  |  |
| 95 | Nigeria (bandiera)                              | AG    | Chima Moneke            | 1995 | 196 cm | 101 kg |  |
| 99 | Croazia (bandiera)                              | C     | Luka Šamanić            | 2000 | 208 cm | 105 kg |  |
| 33 | Senegal (bandiera) · Spagna (bandiera)          | C     | Seydina Faye            | 2005 | 208 cm |        |  |
| 33 | Slovenia (bandiera)                             | AC    | Vit Hrabar              | 2006 | 204 cm |        |  |

| Allenatore                                                                                         |
| - Pablo Laso                                                                                       |
| Assistente/i                                                                                       |
| - Xabier Aspe - David Gil - Nacho Juan Legenda - (C) Capitano - (IN) Inattivo - Infortunato Roster |

## Mercato

### Sessione estiva
| Acquisti | Acquisti                | Acquisti      | Acquisti      | Acquisti |
| R.a      | Nome                    | da            | Modalità      |          |
| -------- | ----------------------- | ------------- | ------------- | -------- |
| P        | Kamar Baldwin           | Aquila Trento | svincolato    |          |
| P        | Trent Forrest           | Atlanta Hawks | svincolato    |          |
| PG       | Ognjen Jaramaz          | Partizan      | svincolato    |          |
| G        | Pavel Savkov            | San Sebastián | fine prestito |          |
| AP       | Timothé Luwawu-Cabarrot | ASVEL         | svincolato    |          |
| C        | Donta Hall              | Monaco        | svincolato    |          |
| C        | Ousmane N'Diaye         | Palencia      | fine prestito |          |

| Cessioni | Cessioni             | Cessioni          | Cessioni       | Cessioni |
| R.       | Nome                 | a                 | Modalità       |          |
| -------- | -------------------- | ----------------- | -------------- | -------- |
| P        | Chris Chiozza        | Valencia          | fine contratto |          |
| P        | Codi Miller-McIntyre | Stella Rossa      | rescissione    |          |
| P        | Joseba Querejeta     | Clavijo           | prestito       |          |
| P        | Jordan Theodore      | Free agent        | fine contratto |          |
| G        | Vanja Marinković     | Partizan          | fine contratto |          |
| AP       | Dani Díez            | S.P. Burgos       | fine contratto |          |
| C        | Matt Costello        | Valencia          | fine contratto |          |
| C        | Maik Kotsar          | Yokoh. B-Corsairs | fine contratto |          |

### Dopo l'inizio della stagione
| Acquisti | Acquisti         | Acquisti        | Acquisti         | Acquisti        |
| R.       | Nome             | da              | Data             | Modalità        |
| -------- | ---------------- | --------------- | ---------------- | --------------- |
| AC       | Luka Šamanić     | Cibona Zagabria | 30 dicembre 2024 | fine svincolato |
| P        | Joseba Querejeta | Clavijo         | 20 marzo 2025    | fine prestito   |

| Cessioni | Cessioni        | Cessioni          | Cessioni         | Cessioni |
| R.       | Nome            | a                 | Data             | Modalità |
| -------- | --------------- | ----------------- | ---------------- | -------- |
| C        | Ousmane N'Diaye | Fundación Granada | 27 febbraio 2025 | prestito |